# 827 (numero)
Ottocentoventisette (827) è il numero naturale dopo l'826 e prima dell'828.

## Proprietà matematiche
- È un numero dispari.
- È un numero primo.
  - È un numero primo di Eisenstein.
- È parte della terna pitagorica (827, 341964, 341965).

## Astronomia
- 827 Wolfiana è un asteroide della fascia principale del sistema solare.

## Astronautica
- Cosmos 827 è un satellite artificiale russo.